# District d'Ambala
Le district d'Ambala (hindi : अम्बाला जिला) est un district  de l'état de l'Haryana  en Inde.

## Description
Au recensement de 2011, sa population compte 1 128 350 habitants pour une superficie de 1 574 km2.
Son chef-lieu est la ville d'Ambala.